# Predlocca
Predlocca o anche Prelocca o Pieve di Lonche (in sloveno Predloka) è un insediamento di 69 abitanti del comune sloveno di Capodistria, situato nell'Istria settentrionale.

## Luoghi d'interesse
È un abitato di modeste dimensioni che sorge nell'alta valle del Risano ai piedi del massiccio carsico del Marčev Hrib (436 m). L'abitato è un importante luogo di scoperta archeologica ricco di reperti del periodo romanico, ma soprattutto di reperti risalenti agli inizi del medioevo. 
Nel cimitero che circonda la chiesa parrocchiale dedicata a San Giovanni Battista, sono stati rinvenuti resti di insediamenti slavi alto-medievali con necropoli che conservano tombe ad inumazione.  Il campanile quattrocentesco che affianca la chiesa è opera dello scalpellino Benko di San Quirico d'Istria (Sočerga), che ornò anche la preziosa custodia incastonata nella parete settentrionale del presbiterio gotico.